# نگویتسا (شهرستان ژاری)
نگویتسا (شهرستان ژاری) (به لهستانی: Niwica) یک روستا در لهستان است که در گمینا تژبیل واقع شده‌است.